# Eustomias monoclonoides
Eustomias monoclonoides är en fiskart som beskrevs av Clarke, 1999. Eustomias monoclonoides ingår i släktet Eustomias och familjen Stomiidae. Inga underarter finns listade i Catalogue of Life.